# Bella Rune
Bella Rune, född 1 april 1971, är en svensk konstnär, bosatt i Stockholm.
Rune arbetar med skulptur, och i dessa synas taktila material, som fuskpäls, trådar färgade i skrivarbläck, silversprayade trädstammar och uppblåsbar plast. Runes val av material och ofta storskaliga objekt skapar en nästan virtuell upplevelse i det fysiska rummet, rummets direkta läsbarhet sätts ur spel. 
I Runes skulpturer finns ofta performativa inslag. Att konsten skapar rum för andra typer av möten och möjligheter är centralt i hennes konstnärskap. 

Bella Rune är utbildad vid Chelsea College of Art. Hennes senaste utställningar inkluderar Konsekvensanalys i Konstskogen i Uppsala, en permanent utsmyckning på Gävle sjukhus, grupputställningar på Moderna Museet och Galleri Magnus Karlsson, soloutställningar i Sverige och i Mexiko. Tidigare utställningar inkluderar soloutställning på Marabouparken och Ynglingagatan 1, och projekt under Istanbulbiennalen. Hennes verk finns representerade på bland annat Moderna Museet,  Göteborgs konstmuseum och Malmö konstmuseum.
Jag tänker på mina skulpturer som gränssnitt som förhandlar relationer, som mellan en digital och en fysiskt/taktil värld, mellan traditioner och samtid, mellan klubbliv och konsthistoria.